# 生田箕山
生田 箕山（いくた きざん、1815年（文化12年） - 1871年（明治4年））は、幕末の長州藩士。
1815年（文化12年）、周防国熊毛郡平生町（現 山口県平生町）の真覚寺に生まれる。父は真覚寺住職の専明。通称を元二郎、元助、師之進、字を神助といい、名は頼明といった。箕山はその号で時中軒とも号した。子は長男生田春正、次男生田良佐のほか、女3人。箕山は出家を好まず、父専明の許しを得て学問に志し、筑前の古学派の大儒亀井南冥に12年間師事した。1825年（文政8年）、毛利隠岐の家臣である生田三郎頼信家を相続・再興。1833年（天保4年）藩校弘道館の学頭となり、学頭職を26年勤めた。周防における文学は箕山によって発達したといわれ、岩国の儒臣東層宗一もよく来訪した。平素皇室を尊敬し二里余も隔てた僧月性もしばしば来訪した（この月性が次男良佐を吉田松陰がいる萩へ連れて行った）。
箕山は、藩校弘道館の学頭を依頼されるについて、「弘道の趣旨は一部人士に対して道を弘めるのではなく、天下の人士に対して道を弘めるべきで、一部の人のみと狭義に解釈していたら天下の笑いを受け大野毛利氏の面目に大汚点を生ずる」と力説し、弘道館の名称のように教育の道を弘めることを旨とし、これまで士族の中流階級以上の学問の場であったものから、希望する者については庶民にいたるまで広く開放することを申し入れた。
この申し入れは主従の関係を重視する当時としては異常なことだった。弘道館は大野毛利家臣の教育の目的のために大野毛利氏が設立したものであるが、誰にでも開放ということで領土以外からの志願も生じ、月謝のみでは経営が困難という状態も考えられた。諸家老では、会議を重ねた上、将来必要経費の増額もあり得るということで、箕山の申し入れをすべてのんだ。
これによって、大野村の教育地域は周辺の境界を越えて他領主の領土まで拡大され、学問の境界が無くなり、遠くからも学問を志す人が多く集まり、事実上の大改革になった。
藩校弘道館には毛利隠岐の家臣、熊毛、玖珂、大島郡をはじめ諸藩に及び、遠くは萩、九州の筑後、肥前、豊後、四国の伊予からも学生が来て、弟子の数700人余人、書道は隷書及び楷書をよくし、書道の弟子も数千百人にのぼった。また、箕山は、乞われて上ノ関、室津辺など、大島郡の諸村へ出かけて講義した（久賀村の覚法寺住職大洲鉄然方が宿所であった）。
箕山は常に皇室を尊崇し幕府の専横を憤慨していて勤皇心の旺盛な人であったが、大野毛利の修学の目的が普通の学識者を育てることにあり、出来るだけ無事安泰を願い、国事に奔走するような人を危険視する空気が強かった。このようなところから傑出した人物、楢崎剛十郎、松宮相良はここを飛び出し、やがて奇兵隊に入っていった。
一方、箕山は二人の息子春正、良佐には共に砲術の研究をさせた。特に、良佐が吉田松陰の就縛と同時に他行禁止の最けんを受けたので、監視腑の身となって箕山の所に1年間謹慎していた間は父親と共に砲術学の研究につとめていた。自分の王政復古の心を、実子良佐に期待をかけたが、良佐早世のために果たせなかった。
良佐が25歳で亡くなった時に際し、次のように詠んでいる。
　御垣守れと頼みし鉾の柄折れて
　老行く道の杖うせにけり
廃藩後は弘道館のかたわら家塾を開いて士庶の教育に当たったが、この年1871年（明治4年）に亡くなった。塾は孫の清範（長男春正の子）が引き継いだが、翌年の学制頒布の頃、清範は他に移住したため廃止され、その伝統は平生町立大野小学校（1963年（昭和38年）に平生町立平生小学校へ統合され閉校）へ受け継がれた。